# Halticoptera propinqua
Halticoptera propinqua är en stekelart som först beskrevs av James Waterston 1915.  Halticoptera propinqua ingår i släktet Halticoptera och familjen puppglanssteklar. Inga underarter finns listade i Catalogue of Life.